# Polystichum tetragonum
Polystichum tetragonum là một loài thực vật có mạch trong họ Dryopteridaceae. Loài này được Fée miêu tả khoa học đầu tiên.